# Darwin Carrero
Darwin Johan Carrero Ortega (Cúcuta, 4 novembre 1993) è un calciatore colombiano, difensore del Managua.

## Carriera
Dopo essersi alternato a giocare tra la massima serie e la seconda divisione colombiana con Cúcuta Deportivo e Patriotas Boyacá, il 3 ottobre 2021 si trasferisce in Kuwait all'Al-Yarmouk.

## Statistiche

### Presenze e reti nei club
Statistiche aggiornate al 5 ottobre 2021.
| Stagione                | Squadra                 | Campionato              | Campionato | Campionato | Coppe nazionali | Coppe nazionali | Coppe nazionali | Coppe continentali | Coppe continentali | Coppe continentali | Altre coppe | Altre coppe | Altre coppe | Totale | Totale |
| Stagione                | Squadra                 | Comp                    | Pres       | Reti       | Comp            | Pres            | Reti            | Comp               | Pres               | Reti               | Comp        | Pres        | Reti        | Pres   | Reti   |
| ----------------------- | ----------------------- | ----------------------- | ---------- | ---------- | --------------- | --------------- | --------------- | ------------------ | ------------------ | ------------------ | ----------- | ----------- | ----------- | ------ | ------ |
| 2012                    | Cúcuta Deportivo        | A                       | 0          | 0          | CC              | 1               | 0               |                    | -                  | -                  |             | -           | -           | 1      | 0      |
| 2013                    | Cúcuta Deportivo        | A                       | 2          | 0          | CC              | 6               | 1               |                    | -                  | -                  |             | -           | -           | 8      | 1      |
| 2014                    | Cúcuta Deportivo        | B                       | 11         | 0          | CC              | 9               | 0               |                    | -                  | -                  |             | -           | -           | 20     | 0      |
| 2015                    | Cúcuta Deportivo        | A                       | 19         | 0          | CC              | 4               | 0               |                    | -                  | -                  |             | -           | -           | 23     | 0      |
| 2016                    | Cúcuta Deportivo        | B                       | 17         | 0          | CC              | 6               | 0               |                    | -                  | -                  |             | -           | -           | 23     | 0      |
| 2017                    | Cúcuta Deportivo        | B                       | 19         | 0          | CC              | 0               | 0               |                    | -                  | -                  |             | -           | -           | 19     | 0      |
| 2018                    | Cúcuta Deportivo        | B                       | 21         | 0          | CC              | 6               | 2               |                    | -                  | -                  |             | -           | -           | 27     | 2      |
| 2019                    | Cúcuta Deportivo        | A                       | 10         | 1          | CC              | 2               | 0               |                    | -                  | -                  |             | -           | -           | 12     | 1      |
| Totale Cúcuta Deportivo | Totale Cúcuta Deportivo | Totale Cúcuta Deportivo | 99         | 1          |                 | 34              | 3               |                    | -                  | -                  |             | -           | -           | 133    | 4      |
| 2019                    | Patriotas Boyacá        | A                       | 6          | 0          | CC              | 0               | 0               |                    | -                  | -                  |             | -           | -           | 6      | 0      |
| 2020                    | Patriotas Boyacá        | A                       | 16         | 1          | CC              | 1               | 0               |                    | -                  | -                  |             | -           | -           | 17     | 1      |
| 2021                    | Patriotas Boyacá        | A                       | 7          | 0          | CC              | 2               | 0               |                    | -                  | -                  |             | -           | -           | 9      | 0      |
| Totale Patriotas Boyacá | Totale Patriotas Boyacá | Totale Patriotas Boyacá | 29         | 1          |                 | 3               | 0               |                    | -                  | -                  |             | -           | -           | 32     | 1      |
| 2021-2022               | Al-Yarmouk              | PL                      | 0          | 0          |                 | -               | -               |                    | -                  | -                  |             | -           | -           | 0      | 0      |
| Totale carriera         | Totale carriera         | Totale carriera         | 128        | 2          |                 | 37              | 3               |                    | -                  | -                  |             | -           | -           | 165    | 5      |

## Palmarès

### Club

#### Competizioni nazionali
- Categoría Primera B: 1

Cúcuta Deportivo: 2018